# Ceridia heuglini
Ceridia heuglini är en fjärilsart som beskrevs av Felder 1874. Ceridia heuglini ingår i släktet Ceridia och familjen svärmare. Inga underarter finns listade i Catalogue of Life.